# Стеклозавод (платформа)
Стеклозаво́д — остановочный пункт Восточно-Сибирской железной дороги на Транссибирской магистрали (5637 километр).
Расположен на территории микрорайона Стеклозавод Советского района города Улан-Удэ (Республика Бурятия).

## История
В 1930 году в Верхнеудинске началось строительство механизированного стеклозавода. Для проживания рабочих "Стеклостроя" был арендован барак в Нижней Берёзовке. Рабочие ездили на работу на пригородном поезде «Ученик» от станции Дивизионная. Для рабочих "Стеклостроя" был организован остановочный пункт со стоянкой поезда 1 минута.

## Пригородные электрички
| № поезда | Маршрут движения   | № поезда | Маршрут движения   |
| -------- | ------------------ | -------- | ------------------ |
| 6618     | Таловка — Улан-Удэ | 6627     | Улан-Удэ — Таловка |
| 6612     | Таловка — Улан-Удэ | 6621     | Улан-Удэ — Таловка |
| 6631     | Улан-Удэ — Мысовая | 6632     | Мысовая — Улан-Удэ |
| 6637     | Улан-Удэ — Мысовая | 6638     | Мысовая — Улан-Удэ |